# Цойо, Леонард
Леонард Цойо (англ. Leonard Tsoyo, род. 22 августа 1976) — малавийский шоссейный велогонщик.

## Карьера
В 2008 году в рамках Африканского тура UCI стартовал на Pick n Pay Амашовашова Классик. В 2009 году выступил на чемпионате Африки.
Весной 2010 года принял участие в Играх Содружества которые проходили в Нью-Дели (Индия). На них он был вынужден сойти с дистанции во время групповой гонки, как и многие велогонщики из «малых стран».
В 2011 году стал чемпионом Малави в групповой гонке.
В 2014 году участвовал в Играх Содружества 2014 в Глазго (Шотландия). На них сначала занял 53-е место в индивидуальной гонке, уступив более 17 минут её победителю британцу Алексу Даусетту. А затем в групповой гонке, проходившей под проливным дождём он как и большинство участников, сошёл с дистанции. Из 139 стартовавших финишировать сумели только 12 человек.

## Достижения
2010
2-й на Чемпионат Малави — групповая гонка
2011
 Чемпионат Малави — групповая гонка